# وویچیخ مالایکات
وویچیخ مالایکات (لهستانی: Wojciech Malajkat؛ زادهٔ ۱۶ ژانویه ۱۹۶۳) کارگردان نمایش، بازیگر و آموزگار اهل لهستان است.
از فیلم‌ها یا مجموعه‌های تلویزیونی که وی در آن‌ها نقش داشته‌است، می‌توان به در خوشی و سختی، حوزه استحفاظی ۱۳، قسمت دوم، قانون حقیقی، با آتش و شمشیر (مجموعه تلویزیونی)، با آتش و شمشیر (فیلم)، نامه به بابا نوئل، نامه به بابا نوئل ۲، نامه به بابا نوئل ۳، هفته مقدس و شخص خیلی مهم اشاره نمود.